# Ctenomys latro
Ctenomys latro är en däggdjursart som beskrevs av Thomas 1918. Ctenomys latro ingår i släktet kamråttor och familjen buskråttor. IUCN kategoriserar arten globalt som sårbar. Inga underarter finns listade i Catalogue of Life.
Denna gnagare förekommer i nordvästra Argentina i kulliga områden ungefär vid 600 meter över havet. Habitatet utgörs av torra buskskogar och gräsmarker. Jorden är främst sandig.